# Distrito Industrial de Goiana
O Distrito Industrial de Goiana fica localizado no bairro de Nova Goiana, Goiana, Pernambuco. Ele foi criado pela Lei Estadual N° 950/2009, sendo aprovado no dia 8 de Abril do ano de 2009, com fins de alavancar o crescimento e diversidade da industrialização na cidade. Na sua região também se encontram também uma fábrica da Klabin e uma cidade planejada chamada Northville.

## Fábricas
- Produtos Pérola - Fábrica de produtos alimentícios
- Canaã - Fábrica de Polpa de frutas
- Goiana Pré-moldados - Fábrica de caixas d'água, postes, blocos de concreto e outros pré-moldados
- Concreto Redmix do Brasil - Fábrica de concreto [3]